# Gateway (Alaska)
Gateway ist ein Census-designated place (CDP) in Alaska in den Vereinigten Staaten und gehört zu dem Matanuska-Susitna Borough. Der Ort liegt zwischen Lakes und Palmer nördlich der Kreuzung von Glenn- und George Parks Highway. Das U.S. Census Bureau hat bei der Volkszählung 2020 eine Einwohnerzahl von 5.748 ermittelt.

## Demografie
Zum Zeitpunkt der  Volkszählung im Jahre 2000 hatte Gateway 2952 Einwohner auf einer Landfläche von 42,1 km², das entspricht ca. 70 Einwohner pro Quadratkilometer. Das Durchschnittsalter betrug 33,3 Jahre (nationaler Durchschnitt der USA: 35,3 Jahre). Das Pro-Kopf-Einkommen (engl. per capita income) lag bei 24.548 US-Dollar (nationaler Durchschnitt der USA: 21.587 US-Dollar). 7,2 % der Einwohner lagen mit ihrem Einkommen unter der Armutsgrenze (nationaler Durchschnitt der USA:12,4 %). 26,6 % der Einwohner des CDP sind deutschstämmig.